# Comtat de Casa Valencia
El Comtatde Casa Valencia és un títol nobiliari espanyol creat el 17 de novembre de 1789 pel rei Carles IV a favor de Francisco de Valencia y Sáenz del Pontón, tresorer de la Casa de la Moneda de Popayán, a Nova Granada.
Aquest títol va rebre la Grandesa d'Espanya el 19 de maig de 1884 per part del rei Alfons XII a favor d'Emilio Alcalá Galiano y Valencia, vescomte del Portón, quart comte de Casa Valencia.

## Comtes de Casa Valencia
|                       | Titular                                                           | Període               |
| Creació per Carles IV | Creació per Carles IV                                             | Creació per Carles IV |
| --------------------- | ----------------------------------------------------------------- | --------------------- |
| I                     | Francisco de Valencia y Sáenz del Pontón                          | 1789-                 |
| II                    | Pedro Felipe de Valencia Codallos                                 | -1826                 |
| III                   | María Teresa de Valencia y Junco Pimentel                         | 1826-1875             |
| IV                    | Emilio Alcalá-Galiano y Valencia                                  | 1875-1914             |
| V                     | Emilio Alcalá-Galiano y Osma                                      | 1915-                 |
| VI                    | Consuelo Alcalá-Galiano y Osma                                    | 1964-                 |
| VII                   | Luis Bernaldo de Quirós y Alcalá-Galiano                          | ? -1986               |
| VIII                  | José María Bernaldo de Quirós y Álvarez de las Asturias Bohorquez | 1986-actual titular   |

## Història dels Comtes de Casa Valencia
- Francisco de Valencia y Sáenz del Pontón, I comte de Casa Valencia. El succeí el seu fill:

- Pedro Felipe de Valencia Codallos, II comte de Casa Valencia.

- María Teresa de Valencia y Junco Pimentel (1809-1914), III comtessa de Casa Valencia,. La succeí el seu fill:

- Emilio Alcalá-Galiano y Valencia (1831-1914), IV conde de Casa Valencia, vescomte del Portón. El succeí el seu fill:

- Emilio Alcalá-Galiano y Osma (n. en 1881), V comte de Casa valencia. El succeí la seva germana:

- Consuelo Alcalá-Galiano y Osma (n. en 1880), VI comtessa de Casa Valencia, V marquesa de Castel Bravo de Rivero, III comtessa de la Romilla, V vescomtessa del Pontón, Dama de la Reina Victòria Eugènia de Battenberg.

1. Casada amb Jesús María Bernaldo de Quirós y Muñoz González de Cienfuegos y de Borbón (1871-1939), II vescomte de la Dehesilla, II marquès de la Isabela, I marquès de Quirós, IX marquès de Campo Sagrado, X comte de Marcel de Peñalva, Gentilhome Gran d'Espanya amb exercici i servitud del Rei Alfons XIII. El succeí el seu fill:

- Luis Bernaldo de Quirós y Alcalá-Galiano (1917-1996), VII comte de Casa Valencia, III vescomte de la Dehesilla, III marquès de la Isabela, II marquès de Quirós, X marquès de Campo Sagrado, XI comte de Marcel de Peñalva.

1. Casat amb María del Pilar Álvarez de las Asturias-Bohorques y Silva XVII marquesa d'Almenara. El succeí, per distribució, el seu fill:

- José María Bernaldo de Quirós y Álvarez de las Asturias Bohorques (n. en 1959), VIII comte de Casa Valencia.

1. Casat amb Sonia Porras y Muñoz-Costi.